# Etmopterus compagnoi
Etmopterus compagnoi és una espècie de peix de la família dels dalàtids i de l'ordre dels esqualiforms.

## Morfologia
- Els mascles poden assolir 78 cm de longitud total.[3]

## Reproducció
És ovovivípar.

## Hàbitat
És un peix marí d'aigües profundes que viu entre 479-923 m de fondària.

## Distribució geogràfica
Es troba a l'Atlàntic sud-oriental: sud-oest de la província del Cap i nord de KwaZulu-Natal (Sud-àfrica).